# Chihmingita
La chihmingita és un mineral de la classe dels òxids que pertany al grup de l'oxiespinel·la.

## Característiques
La chihmingita és un òxid de fórmula química NiAl₂O₄. Va ser aprovada com a espècie vàlida per l'Associació Mineralògica Internacional l'any 2022, i encara resta pendent de publicació. Cristal·litza en el sistema isomètric.
L'exemplar que va servir per a determinar l'espècie, el que es coneix com a material tipus, es troba conservat al Museu Nacional de Ciència Natural de la ciutat de Taitxung (Taiwan), amb el número de catàleg: nmns-p023511.

## Formació i jaciments
Va ser descrita a Uglvik, a l'illa d'Otrøya del municipi de Molde (Møre og Romsdal, Noruega). Aquest indret és l'únic a tot el planeta on ha estat descrita aquesta espècie mineral.